# Distretto di Kisrawan
Il distretto di Kisrawan  (in arabo قضاء كسروان‎?, Qaḍāʾ Kisrawān) è un distretto amministrativo del Libano, che fa parte del governatorato di Kisrawān-Jubayl. Il capoluogo del distretto è Jounieh.
Il distretto comprende 48 municipalità, fra queste le più importanti sono:
- Aintoura
- Ashqout
- Bkerké
- Batha
- Daraya
- Faitroun
- Faraya
- Harissa
- Jounieh
- Kfour
- Rayfoun
- Safra
- Tabarja
- Zouk Mikael